# Марія Лелека
Марія Лелека (ім’я при народженні Морозова Марія Євгенівна, 1 вересня 1990) — українська поетеса, письменниця і драматург. Лауреатка «Коронації слова». Розпочавши літературну творчість із патріотичних і воєнних тем, поступово дистанціювалась від гостросоціального спрямування, і перейшла у творах до ідей гуманізму і християнства, дослідження особистісних і духовних проблем людини.   

## Життєпис
Народилася в день знань 1 вересня 1990 року в російськомовній родині. Самотужки досконало вивчила українську і англійську мову по книжках з художньої літератури.
Закінчила з медаллю школу в Києві з поглибленим вивченням іноземних мов. Але самі шкільні заняття відвідувала рідко. Батьки Марії були діячами театрального мистецтва і мали власний театр «Візаві», в якому дівчинка з дитинства грала в дитячих і дорослих постановках, об’їздивши з виставами багато країн і міст. 
Такий різнобічний життєвий досвід надихає Марію зайнятись письменництвом. Перші вірші і прозу вона пише англійською мовою, перемагаючи на численних олімпіадах.
В 2007 році Марія вступає в Університет Карпенко-Карого в Києві на спеціальність «драматруг кіно і телебачення», який закінчує з червоним дипломом. Вона пише сценарії, п’єси, бере активну участь в студентських літературних заходах. Тоді в її творчості з’являються перші вірші українською і російською мовами. 
в 2010 Марія вперше потрапляє до Київської андеграундної літературної спільноти "Київ Літературний", де читає вірші на слемах, батлах і підпільних літературних дуелях. В неї з’являються перші шанувальники.
В 2013 Марія потрапляє на Майдан як волонтер, починає писати вірші про революцію, а пізніше і про війну. Саме там вона бере собі псевдонім Лелека, як символ любові до України і свободи.
В 2015 — 2016 роках Марія Лелека як волонтер їздить на схід і допомагає людям, які постраждали від війни. Після побачених людських страждань у письменниці з’являється велика кількість гуманістичних віршів. Дівчина глибоко осмислює війну, і це назавжди змінює її світогляд. Повернувшись до Києва Марія вирішує прийняти християнство, як життєву ідеологію.
2017 — 2021 роки проходять найбільш плідно для творчості письменниці. Марія Лелека описує все пережите і побачене у низці поетичних, прозових, драматургічних творів та сценаріїв. В той же час дівчина працює на телебаченні, стає успішним сценаристом, багато виступає в Києві з авторськими і благодійними вечорами, займається волонтерством.
2022 рік стає найбільш трагічним в житті письменниці. Починається повномасштабне військове вторгнення Росії. На війні, захищаючи Бахмут, гине коханий Марії Лелеки поет і журналіст Ілля Чернілевський. І рівно через місяць від катувань гине за проукраїнську позицію кращий друг письменниці — християнин і російський опозиціонер Костянтин (прізвище не вказано з етичних міркувань), з яким дівчина познайомилась на Донбасі. Марія Лелека дуже тяжко переживає ці втрати. Виїжджаючи з зони бойових дій Марія проводить півроку в еміграції в Чехії.
Повернувшись в Україну вона з головою поринає в творчість, волонтерство і євангелізаційну діяльність. Восени 2022 року Марія Лелека приймає хрещення в протестантському обряді і все подальше життя і творчість присвячує Христу і поширенню ідей любові і людяності через свої твори.

## Творча діяльність

### Кіно
Марія Лелека авторка більше ніж 10 ігрових короткометражних сценаріїв, екранізованих українськими режисерами: "За завісою сімейного щастя" реж. А.Биков; "Не страшно", реж. К.Науменко; «"Ізольда" (2013 р.), реж. К.Кучер. «Якби» реж. Е. Клюзко та інших.
Марія Лелека також авторка сценарію і режисер фільму «Врятована» з короткометражного проекту артхаусного кіно «Україно, Goodbye!».

## Телебачення і медіа
Марія Лелека працювала на телебаченні і у медіа як журналіст («Сніданок з 1+1. Афіша»), пишучого журналіста (інтернет-видання «ШоТам») та сценариста ряду теле і веб-серіалів («Ловець Снів», «Фальш-ренонс» та ін).
Також письменниця працювала у ряді продакшн-студій редактором на серіалах (т/с «Здравствуй, мама!» Film.ua.) та реаліті-шоу («Нереальні предки» з Кузьмою Скрябіним, телеканал ТЕТ; «Велике Схуднення» ДядяЖора Production, та ін.).

## Громадська діяльність
Марія Лелека з 2013 року займається волонтерством і допомогою людям, постраждалим від війни. Вона неодноразово брала участь у гуманітарних місіях на сході України, доїжджаючи  як волонтер до найвіддаленіших населених пунктів, щоб допомогти, здебільшого, людям похилого віку та іншим незахищеним групам населення.
Марія Лелека допомагає волонтерській організації «СУВІАТО», яка активно підтримує фронт протягом 8 років, а також займається реабілітацією військових, які постраждали від війни.
Також Марія Лелека учасниця багатьох громадських ініціатив — концертів, літературних рухів та благодійних акцій. 
Окрім того, письменниця бере участь у християнських акціях євангелізації дітей і дорослих.

## Релігійні погляди
Марія Лелека з дитинства цікавиться потойбічним життям. В підлітковому віці дівчина навіть займалась езотерикою і таро. Втім після прочитання «Майстра і Маргарити» Марія Лелека вперше активно замислюється над темою християнства.
Після повернення з першої волонтерської поїздки на фронт письменниця починає шукати Христа і свій шлях до нього. Більше року Марія Лелека відвідує католицький собор Святого Олександра, де вивчає Боже Слово. Це сильно позначається на її творчості — теми патріотизму і війни відходять на других план, а перше місце у віршах і прозі посідає тематика вічного життя, жертовності любові, прощення гріху, та інші теми гуманізму і людяності. Через рік катехизації Марія Лелека переходить з католицизму у протестантську церкву.
Пізніше це зіграє ключову роль у її творчості та житті. За словами самої Марії, перш за все вона християнка, і лише потім письменниця, волонтер і хто завгодно іще. Втім, маючи багатий життєвий досвід і надивившись за свій вік різних сторін дійсності, Марія прагне нести слово Віри і Надії читачам через свої твори.

## Відзнаки
Марія Лелека лауреат Коронації Слова 2019 року та володарка нагороди «Кращий твір драматургії» за п’єсу «Степан Бандера». П’єса написала білим віршем і відображає історичні події життя Бандери і України того часу. Авторка зізнається, що досліджуючи біографію Степана Бандери вона дізналась, що батько революціонера був християнським священником, а сам Степан вважав себе віруючою людиною. Філософське питання «Чи може віруючий брати участь у збройній боротьбі і як це відобразиться на ньому» лежить в основі цього твору.
Також Марія Лелека має ряд винагород за свої вірші і перемоги на поетичних конкурсах «Вітер Поезії», «Каштановий Дім» та інших.

## Цитати
|  | «Всього зла не здолати людині. Їй не вистачить сили і літ. Та рятуючи душу єдину Ти рятуєш для неї весь світ». |

Ці рядки з вірша Марії Лелеки письменниця вважає своїм головним девізом життя і творчості.